# جيرالد هورن
جيرالد هورن (بالإنجليزية: Gerald Horne)‏ هو مؤرخ أمريكي، ولد في 1949 في سانت لويس في الولايات المتحدة.

## وصلات خارجية
- جيرالد هورن على موقع IMDb (الإنجليزية)